# Paul Rivet
Paul Rivet (Wasigny, 7 de maig de 1876 - París, 21 de març de 1958) va ser un etnòleg francès. Creador de la teoria oceànica o origen del poblament americà multiracial, segons la qual la població indígena americana és el resultat de migracions procedents d'Àsia, Austràlia, Polinèsia i Melanèsia, va fundar el Museu de l'Home a París el 1937.

## Biografia
Metge de formació, va participar en la Segona Missió Geodèsica Francesa (1899 a 1906), expedició científica que el 1901 va arribar a Equador. Al final d'aquesta missió, va romandre a Amèrica del Sud durant sis anys, veient els habitants de les valls interandins. Al seu retorn a París va ser contractat com a ajudant del Museu Nacional Història Natural, on va posar en ordre les seves observacions fetes a Amèrica del Sud.
Les seves notes van ser publicades conjuntament amb les de René Vernaus, director del Museu, en dues parts, entre 1912 i 1922, sota el títol d'Etnografia antiga de l'Equador. Paul Rivet va afirmar que els primats van anar avançant per l'estret de Bering fins a colonitzar tota Amèrica. Rivet va contribuir a l'establiment a París de l'Institut d'Etnologia on va exercir un rol clau en la formació de nombrosos etnòlegs. El 1928 va substituir René Vernaus en la direcció del Museu.
Rivet no sols va afirmar que Àsia va ser el bressol de l'home americà i que migracions asiàtiques van arribar a Amèrica des de Sibèria pel nord-oest del continent, sinó també que altres migracions es van produir des d'Austràlia 6.000 anys abans i des de la Melanèsia, una mica més tard. La seva obra Els orígens de l'home americà, publicada el 1943, conté arguments lingüístics i antropològics que tendeixen a provar aquesta tesi.
El 1942, Rivet va arribar a Colòmbia i funda l'Institut i Museu d'Antropologia. El 1945, de retorn a París, va reprendre a les seves tasques en el Museu, l'ensenyament sense deixar les seves recerques sobre Amèrica del Sud. Va conservar molts llaços afectius amb Amèrica del Sud -sobretot amb Equador- ja que es va casar amb Mercedes Andrade de Cuenca, amb qui va viure fins a la seva mort.

## Lingüista
Més de trenta treballs lingüístics seus, publicats entre 1910 i 1955, van aportar nous aspectes sobre diferents llengües ameríndies: les famílies puinave-makú, txibtxa, guahibo i els idiomes aimarà i quítxua.

### L'expedició aYurumangui
El geògraf Ernesto Guhl comptava que:
| « | El professor Paul Rivet havia descobert el vocabulari d'un grup indígena registrat per un capità al segle xviii. El vàrem anomenar grup yurumanguí per la suposada zona on habitava. Rivet va reconèixer un parentiu lingüístic entre alguns dels grups que habitaven la costa pacífica americana, entre els quals estava el yurumanguí, i alguns dels pobles de la Polinèsia. Això li significava el triomf de la seva vida, la corroboració de la seva hipòtesi sobre l'origen de l'home americà. | » |

| « | Rivet era el representant del règim de De Gaulle i va aconseguir el finançament per anar a la recerca dels yurumanguis. Era l'any 1944. No sabíem a què ens enfrontàvem, ni què podríem trobar. Però això no importava. Reichel-Dolmatoff i Roberto Pineda també van participar en el programa. És el pitjor que he vist en clima. Avancem obrint camí però arriba el moment en què fins de la brúixola es dubta. No hi ha més de cinc o deu metres d'horitzó. És la selva pluvial, la selva tropical d'aquest verd fosc trist. Tristíssim. Allí vaig comprendre les tortures dels camps de concentració, amb la gota, tac-tac; quan cau aquesta gota sobre les fulles de la nit... desespera, embogeix. I per fi arribem,... molts van desertar en el camí... i no trobem un sol yurumangui". | » |

Però Paul Rivet no volia renunciar a trobar als yurumangui, i va ser així, com entre octubre i desembre de 1945, va enviar novament Guhl i els antropòlegs Gerardo Reichel Dolmatoff i Roberto Pineda a cercar-los. L'Informe oficial del Director del Servei d'Arqueologia i de l'Institut Etnològic Nacional, Doctor Luis Duque Gómez, va resumir així l'objecte d'aquesta expedició,
| « | com el de la primera, seria la localització d'una tribu indígena en aquella regió, que presenta la importància d'estar emparentada lingüísticament amb tribus de Nord Amèrica i amb pobles oceànics del Pacífic. D'acord amb les dades recollides a Cali, Popayán i altres ciutats, els investigadors van iniciar el seu recorregut, efectuant l'ascens pel vessant oriental de la Serralada Occidental, al nivell de Timba, límit entre els departaments de Valle i Cauca. Per espai de diverses setmanes la comissió es va endinsar pels vessants occidentals de la serralada, seguint en part el curs d'algunes de les fonts del riu Naya i buscant, cap al Nord, una sortida a les capçaleres del riu Yurumanguí. | » |

| « | Les dificultats de caràcter geogràfic, com ara la incessant pluja provocada pels corrents humits que pugen des del Pacífic i es condensen sobre el vessant oceànic de la serralada; els constants lliscaments del terreny deguts a la causa anotada anteriorment, i el seu escarpat, que sovint es presenta com a tallat a pic, van dificultar considerablement el progrés de l'expedició per les demores que ocasionava, i no van permetre als investigadors la culminació del seu objectiu. No obstant això, es va explorar una vasta zona que comprèn totes les fonts del riu Naya en la seva part nord i que avança des del cim de la serralada, a uns 2.200 metres d'altitud sobre el nivell del mar, fins a la zona dels 700 metres, en el vessant pacífic de la Serralada Occidental, descartant, així, la possible existència d'un grup indígena en tota aquesta regió." | » |

## Polític i humanista
Va ser fundador i president del Comitè de Vigilància dels Intel·lectuals Antifeixistes, el 5 de març de 1934. Va ser triat regidor de París com a candidat únic de l'esquerra, el 12 de maig de 1935 i destituït del càrrec pel govern de Vichy en la tardor de 1940. Va fer part del grup de la resistència conegut com a Réseau du Musée de l'Homme. Davant l'imminent arrest pels nazis, va optar per l'exili a Amèrica del Sud. Després de l'alliberament de França va ser elegit allí com a diputat pel Partit Socialista, del que es va separar el 1948 per integrar amb el PSU la formació esquerrana "Unió Progressista". Va ser a més integrant de la Lliga Francesa per la Defensa dels Drets de l'Home i del Ciutadà.

## Obres
S'han recopilat més de 450 publicacions en vida de Paul Rivet, entre les quals destaquen:
- 1901. Pathologie de l'Equateur. París: Le Caducée, 21 de diciembre 1901, p. 137.
- 1903. «Étude sur les Indiens de la región de Riobamba». Journal de la Societé des Américanistes. París, NS, 1903, 1: 58-80.
- 1904. «Le ‘huicho’ des indiens Colorados». Bulletins et Mémoires de la Societé d'Anthropologie. Paris, 5e serie, 1904, 5:116-117.
- 1905. «Les indiens Colorados. Récit de voyage et étude ethnologique». Journal de la Societé des Américanistes. París, NS, 1905, 2:177-208.
- 1906. «Le Christianisme et les indiens de la République de l'Equateur». L'Anthropologie. París, 1906, 17:61-101.
- 1906. «Cinq ans d'études anthropologiques dans la République de l'Equateur (1901-1906). Resumé préliminaire». Journal de la Societé des Américanistes. París, NS, 1906, 3:229-237.
- 1907. «L'industrie du chapeau en Equateur et au Pérou». Bulletin de la Societé de Géographie Commerciale. París, 1907, pp. 1–32.
- 1907. «Les Indiens Jíbaros. Étude géographique, historique et ethnographique». L'Anthropologie, París, NS, 1907, 18:333-368, 583-618; 19:69-87, 235-259.
- 1907. «Contribution à l'étude des langues Colorado et Cayapa (République de l'Équateur)». Journal de la Societé des Americanistes, París, NS, 1907, 4:31-70 (en coautoría con H. Beuchat).
- 1908. «Étude anthropologique des races précolombiennes de la République de l'Équateur. Recherches anatomiques sur les ossements (os des membres) des abris sous roche de Paltacalo». Bulletins & Mémoires de la Societé d'Anthropologie, París, 5a serie, 1908, 9:313-340 (en coautoría con R. Anthony).
- 1908. «La race de Lagoa Santa chez les populations précolombiennes de l'Équateur». Bulletin de l'Association Française pour l'Avancement des Sciences, París, 1908, 146:707-710.
- 1908. La famille lingüistique Zaparo, Journal de Ia Societé des Americanistes. París, NS, 1908, 5:235-249 (en coautoría con H. Beuchat).
- 1908. «La langue Jíbaro ou Siwora». Anthropos, 1909, 4:805-822 (en coautoría con H. Beuchat).
- 1910. «Langue jíbaro». L'Anthropologie. París, 1910, 21:1109-1124.
- 1910. «Pratiques funéraires des Indiens de l'Équateur». Journal de Ia Societé des Americanistes, París, NS, 1910, 7:257-258 (versión castellana en Boletín de la Biblioteca Nacional de Quito, 1927, 2:1-36.).
- 1910. «Affinités des langues du Sud de la Colombie et du Nord de l'Équateur (groupes Paniquiaa, Coconuco et Barbacoa)». Le Museon, 1910, 11:33-68, 141-198 (en coautoría con H. Beuchat).
- 1912. Ethnographie ancienne de l'Équateur, Mission du Service géographique de l'Armée en Amérique du Sud. París (en coautoría con R. Vernau).
- 1912. «Les familles lingüistiques du Nord-Ouest de l'Amérique du Sud». L'Année Lingüistique. París, 1912, 4:117-154.
- 1919. «Federico González Suárez». Journal de la Societé des Americanistes. París, NS, 1919, 11:632-634.
- 1924. «Langues américaines». En: Meillet (Antoine) y Cohen (Marcel) (bajo la dir.) Les Langues du monde: par un groupe de linguistes. París: E. Champion.
- 1929. «L'Étude des civilisations matérielles: ethnographie, archéologie, préhistoire». Documents, n° 3
- 1938. «Le Front populaire au pouvoir et à l'action». Vendredi, n° 21, 25 de febrero.
- 1943. Les Origines de l'homme américain. Montreal: les Éditions de l'Arbre [reeditado el 1957 por Éditions Gallimard].
- 1944. Trois lettres, un message, une adresse. México: Librairie française
- 1946 (en colaboración con Henri Arsandaux), Métallurgie précolombienne. París: Institut d'ethnologie
- 1951-1956 (en colaboración con Georges de Créqui-Montfort), Bibliographie des langues aymara et kicua, 4 vols.
- 1955. La Tristesse des vieux. Esprit.
- 1957. «Indépendance et liberté». Le Monde, 1 de febrero.
- 1930. «Contribution a l'étude des tribus indiennes del'Orient équatorien». Journal de la Societé des Americanistes de Belgique, 1998, marzo, pp. 5–19.